# Tombea-Steinbrech
Der Tombea-Steinbrech (Saxifraga tombeanensis) ist eine Pflanzenart aus der Gattung Steinbrech (Saxifraga) in der Familie der Steinbrechgewächse (Saxifragaceae). Ihren Namen hat sie vom Fundort Monte Tombea in den Judikarischen Alpen erhalten.

## Beschreibung

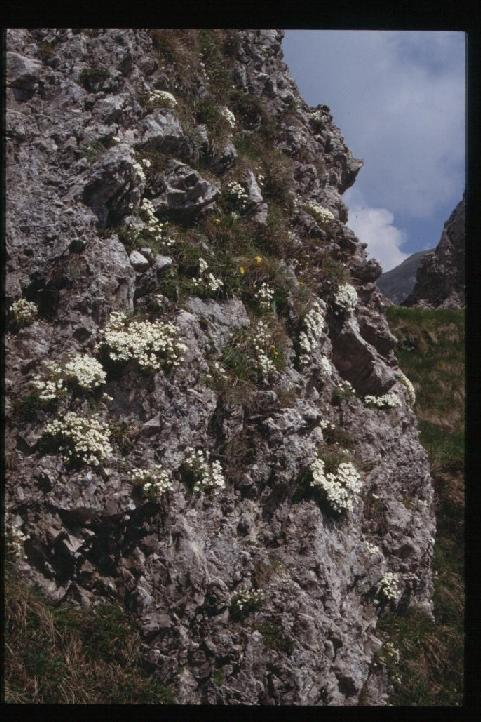
Tombea-Steinbrech im Habitat

### Vegetative Merkmale
Der Tombea-Steinbrech ist eine ausdauernde Pflanze, die Wuchshöhen von 5 bis 12 Zentimeter erreicht. Sie wächst in festen Polstern und bildet zahlreiche säulenförmige, dicht dachziegelartig beblätterte, nichtblühende Triebe aus. Die Grundblätter sind länglich-eiförmig, lanzettlich bis rautenförmig, 2 bis 4 Millimeter lang und 1 bis 2 Millimeter breit. Die Stachelspitze ist einwärtsgebogen, der Rand ist gewimpert. Auf der Blattoberseite sind 3 bis 5 Grübchen zu finden, auf der Unterseite 2 tiefe Längsfurchen.

### Generative Merkmale
Der Stängel weist 6 bis 12 linealische Blätter aus, er ist drüsig behaart und trägt einen doldigen Blütenstand, der aus 2 bis 6 (meist 3) großen, weißen Blüten besteht. Die Kelchzipfel sind länglich eiförmig, zugespitzt und 2 bis 3 Millimeter lang. Die 5 weißen Kronblätter haben eine Länge von 8 bis 14 Millimeter, 5 bis 7 Nerven, sind verkehrt-eiförmig, und vorn abgerundet. Sie sind bis zu 3-mal so lang wie der Kelch. Die 10 Staubblätter sind etwas länger als die Kelchblätter. Der Fruchtknoten ist fast ganz unterständig. Die Fruchtkapsel ist kugelig und 4 bis 5 Millimeter lang. Blütezeit ist von Mai bis Juni.
Die Art hat die Chromosomenzahl 2n = 26.

## Vorkommen
Der Tombea-Steinbrech ist in den Judikarischen Alpen, auf dem Monte Baldo und der Brenta endemisch. Die Art kommt hier montan bis alpin an steilen Kalk- und Dolomitfelswänden in Höhenlagen von 1200 bis 2300 Meter vor. Die Art ist selten. Sie gedeiht in Gesellschaften des Verbands Potentillion caulescentis.

## Ökologie
Die Blüten sind proterogyn. Das weibliche Stadium dauert 2 bis 3 Tage. Mit der Öffnung der Antheren legen sich die Stylodien sofort zusammen. Es soll aber trotzdem auch Selbstbestäubung vorkommen.